# Énergie au Burundi
Le secteur de l'énergie au Burundi connaît une croissance forte et un potentiel important.

## Électricité
Bujumbura et Gitega sont les deux seules villes du Burundi qui possèdent un service municipal d'électricité. La capacité électrique totale installée au Burundi s'élevait à 49 MW en 2001. À partir de 1984, l'achèvement de deux barrages a permis d'augmenter la production à partir d'installations hydroélectriques. Pour l'année 2001, la production totale d'électricité était estimée à 155 GWh, dont 154 GWh a été à partir de sources hydroélectriques, la géothermie et des unités thermiques complétant le tableau. La consommation en 2001 est estimée à 170 GWh.

### Hydroélectricité
Selon l'International Hydropower Association (IHA), la puissance installée des centrales hydroélectriques du Burundi s'élevait à 57 MW fin 2021, soit 0,1 % du total africain, au 36e rang en Afrique, loin derrière l'Éthiopie (4 074 MW). En 2021, le Burundi a mis en service 9 MW et son gouvernement a approuvé un projet de construction de deux centrales hydroélectriques sur les rivières Mulembwe et Ruvyironza, qui ajouteront 10,65 MW de puissance installée.

## Pétrole
Le Burundi importe la totalité de ses produits pétroliers en provenance du Kenya et de la Tanzanie, et n'a pas de réserves connues de pétrole ou de gaz naturel. La consommation de pétrole en 2001 est estimée à 3 000 barils par jour. En 2001 le Burundi ne consomme pas de gaz naturel. Une filiale de BP possède une concession pour l'exploration pétrolière aux alentours du lac Tanganyika.

## Bois et tourbe
Le bois et la tourbe représentent 94% de la consommation d'énergie au Burundi. La tourbe offre une alternative au bois de chauffage et au charbon de bois, deux sources d'énergie domestique qui s'épuisent. Le gouvernement encourage la production de tourbe et favorise le développement des sources d'énergie renouvelables, comme l'énergie solaire et le biogaz.